# Elisa Silva
Maria Elisa Silva (Ponta do Sol, 7 de maio de 1999) é uma cantora portuguesa, natural da Madeira.
Participou em iniciativas do Musicaeb destinada a crianças da Madeira. E em 2008 participou no IV Festival da Canção Infantil "Pequenos Sóis" com "O Sol e a Nuvem".
No ano seguinte vence o V Festival da Canção Infantil "Pequenos Sóis", realizado em 2009, com "Voa Borboleta, Voa". Participou depois, em 2010, no 29º Festival da Canção Infantil da Madeira.
Foi a vencedora do Festival Regional de Talentos realizado em 2013, na cidade de Câmara de Lobos, com a canção "On My Own". 
Venceu o Festival RTP da Canção 2020 com "Medo de Sentir" da autoria de Marta de Carvalho.
Iria representar Portugal com a música "Medo de sentir" no Festival Eurovisão da Canção 2020 em Roterdão se o mesmo não tivesse sido cancelado.